# Giovanni Battista Orsini (Kardinal)

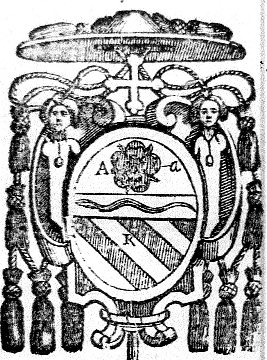
Kardinalswappen von Giambattista Orsini

Giovanni Battista Orsini (auch: Giambattista Orsini; * um 1450 in Rom; † 22. Februar 1503 ebenda) war ein Kardinal der Römischen Kirche. Er war ein Neffe des Kardinals Latino Orsini.

## Leben
Orsini erlangte am 15. November 1483 von Papst Sixtus IV. das Kardinalat und erhielt als Kardinaldiakon die Titeldiakonie Santa Maria in Domnica. 1489 wechselte er zu Santa Maria Nuova. 1490 bekam er von Innozenz VIII. das Erzbistum Tarent verliehen, welches er bis 1498 als Administrator regierte. Nebenher war er päpstlicher Legat und Verwalter für die Romagna, Bologna und die Mark Ancona, die damals Provinzen des Kirchenstaates waren.
Im Konklave von 1492 wurde hauptsächlich auf sein Betreiben hin Alexander VI. zum neuen Papst gewählt. 1493 wurde er Kardinalpriester der Titelkirche Santi Giovanni e Paolo, worauf er am 12. März desselben Jahres die Priesterweihe empfing.
Orsini vertrat zusammen mit dem Oberhaupt des Hauses Orsini, dem Herzog von Gravina (wahrscheinlich Francesco Orsini), im italienisch-französischen Krieg die Interessen von Florenz und Frankreich. Er wurde von Alexander VI., dem Vater Cesare Borgias, verhaftet und im Kerker des Castello Sant’Angelo eingesperrt, nachdem er am 3. Januar 1503 zur Audienz befohlen worden war. Dort wurde er – historischen Spekulationen zufolge – von Alexander oder dessen Sohn vergiftet, so dass er am 22. Februar desselben Jahres starb.